# 치료 표적 데이터베이스
치료 표적 데이터베이스(영어: Therapeutic Target Database, TTD)는 중국 저장 대학의 혁신신약연구 및 생물정보학 그룹(IDRB, Innovative Drug Research and Bioinformatics Group)과 싱가포르 국립 대학의 약물 디자인 그룹(Drug Design Group)이 구축한 제약 및 의료 저장 데이터베이스이다. 치료 표적 데이터베이스는 알려지고 탐색된 치료 단백질 및 핵산 표적, 표적 질병, 경로 정보 및 이러한 각 표적에 대한 해당 약물의 정보를 제공한다. 표적 기능, 서열, 3D 구조, 리간도 결합 특성, 효소 명명법 및 약물 구조, 치료 클래스 및 임상 개발 상태에 대한 자세한 지식을 제공한다. 치료 표적 데이터베이스는 https://idrblab.org/ttd/에서 로그인 없이 자유롭게 접근할 수 있다.

## 같이 보기
- 약물